# Tracktor Bowling
Tracktor Bowling — російський альтернативний гурт з Москви. Утворився в 1996 році. Перший повноцінний альбом «Напролом» вийшов у 2002 році. З тих пір група випустила шість студійних альбомів, один DVD, а також декілька синглів. Основна звабинка групи — переважний жіночий вокал разом з важким гітарним звучанням, що поєднується з філософськими темами текстів пісень. 20 червня 2017 року гурт оголосив про завершення їх кар'єри.

## Дискографія

### Альбоми
- Напролом (2002)
- Черта (2005)
- Шаги по стеклу (2006)
- Полгода до весны… (2007)
- Tracktor Bowling (2010)
- Бесконечность (2015)

### Сингли
- It's Time To… (2005)
- Время (2008)
- Поколение Рок (2008)
- Ни шагу назад (2009)
- Наш 2006-й (2015)
- Натрон (2015)

### DVD
- Два шага до… и год после (2006)

## Відеографія
- Черта (2005)
- Шаги по стеклу (2006)
- Твоя (2007)
- Outside (2008)
- Время (2008)
- Мы (2010)
- Шрамы (2010)
- Ничья (2011)
- Смерти нет (2015)